# Baie de Maldonado
La baie de Maldonado est la baie de la ville de Maldonado en Uruguay.
La baie de Maldonado est longée par de grandes stations balnéaires dont les plus connues sont de réputation mondiale comme Piriápolis ou Punta del Este avec ses célèbres plages dont les emblématiques  Playa Brava et Playa Mansa. Au large se trouvent les îles de Gorriti et de Lobos qui marquent l'entrée de l'océan Atlantique et la fin de la vaste embouchure du Río de la Plata.
En 1993, l'épave du HMS Agamemnon est découverte dans la baie.